# Roseann Quinn

Roseann Quinn (17 de novembro de 1944 – 2 de janeiro de 1973) foi uma professora estadunidense cujo assassinato inspirou o livro de  Judith Rossner de 1975 Looking for Mr. Goodbar , bem como a sua adaptação para o cinema em 1977 dirigido por Richard Brooks. Sua morte também inspirou a novela de 1977 Closing Time: The True Story of the "Goodbar" Murder escrito pelo jornalista do The New York Times Lacey Fosburgh.

## Infância
Roseann Quinn nasceu em 1944 filha de John e Roseann Quinn. Sua família irlando-estadunidense se mudou para Mine Hill Township, Nova Jersey, perto de Dover, New Jersey, no Bronx, quando ela tinha 11 anos. John Quinn era um executivo da Bell Laboratories em Parsippany, Nova Jersey. Roseann Quinn tinha três irmãos: dois irmãos, John e Dennis, e uma irmã, Donna. Quinn passou um ano no hospital com poliomielite, quando ela tinha 13 anos, tendo depois lhe causado um ligeiro coxear. Ela estudou no Morris Catholic High School em Denville, New Jersey, graduando-se em 1962. Seu livro do ano afirmava que ela era "Easy to meet... nice to know" ("Fácil de encontrar... e boa de se conhecer").
Quinn matriculou-se na Newark State Teachers College (agora Kean University). Um colega da época afirmou que ela possuía "um enorme senso de humor e tinha os pés no chão. Ela não tinha falsas pretensões. Além disso, ela era muito generosa. Não importa o quanto ela tinha, se você precisasse, ela ia compartilhar com você.

## Carreira
Quinn formou-se em 1966 e logo se mudou para Nova Iorque,  ensinando por três anos em Newark, New Jersey.
Em setembro de 1969, ela começou a em uma escola para surdos, a St. Joseph's School for the Deaf, no Bronx, onde ensinou para uma classe de alunos de oito anos de idade. Muitas vezes, ela voluntariamente ficava depois da escola para ajudá-los, como outros professores lembraram. "Os alunos a amavam", disse um porta-voz da escola mais tarde.
Em maio de 1972 ela havia se mudado para um estúdio na 253 West  de Manhattan.
O prédio tinha sido anteriormente conhecido como West Hotel Pierre, antes de ser convertido em apartamentos quatro anos antes. De acordo com seus conhecidos e vizinhos, Quinn sentava sozinha e costuma ler em bares do West Side. Uma testemunha, mais tarde, comentou, "Algo nela me fazia querer chorar. Ela parecia ser a  pessoa mais sozinha do mundo." O Capitão de Polícia John M. McMahon, no entanto, alegaria que "ela era uma garota afável, inteligente e amigável. Seus amigos eram bastante diversos. Ela conhecia professores e os artistas e seu círculo de amigos era muito grande, um  grupo inter-racial ... Ela conhecia uma enorme quantidade de pessoas." Um amigo que mais tarde iria falar com a imprensa disse que ela havia iniciado uma conversa com ele, revelando que ela sabia  ler seus lábios e depois contou sobre uma conversa na outra extremidade do bar que ela não poderia ouvir daquela posição. 

### Vida dupla
Quinn desenvolveu um hábito de se encontrar e levar homens que, como um escritor mais tarde pontuou, "brutos e pouco atraentes... que não eram do seu mesmo nível social, seu mesmo nível intelectual, ou seu equivalente em qualquer coisa." Sua vizinha iria ouvir gritos vindos do apartamento de Quinn. Uma vez esta interveio, e viu um homem sair correndo do apartamento de Quinn gritando obscenidades a e encontrou Quinn desgrenhada e machucada, com um olho roxo, soluçando.
"O que te deu na cabeça para trazê-lo?" a vizinha perguntou. Quinn não respondeu. A vizinha tentou consolá-la, dizendo: "Está tudo acabado agora, pelo menos você está bem... Depois disso isso aconteceu várias vezes", disse o vizinho. "A cada duas semanas ou assim... E sempre suava como uma luta. Acho que era algum tipo de sexo violento. Algumas pessoas se excitam com isso e ela deveria ser estuprada ou chutada para sentir qualquer emoção ou excitamento. Mas o que poderíamos fazer?”
Quinn estava freqüentando cursos noturnos em Hunter College, e por dezembro de 1972 havia completado a metade do seu trabalho para o seu mestrado em sua especialidade de ensinar surdos. No final do mês que ela participou da festa de Natal da faculdade e da escola de surdos que ela lecionava e outra com as crianças de lá no dia seguinte. "Ela era de uma personalidade agradável e amigável, não só com as crianças, mas também com os outros professores", disse um porta-voz da escola mais tarde.

## Assassinato
Na noite de Ano Novo de 1973, Quinn atravessou a rua de seu apartamento para um bar chamado WM Tweeds, onde conheceu John Wayne Wilson. O amigo de Wilson, Geary Guest (ou também chamado de Danny Murry). Wilson e Guest eram amantes gays e tinham vivido juntos por cerca de um ano,e Guest acabou saindo do bar cerca de 11:00 da noite antes Wilson conhecer Quinn. Wilson e Quinn foram para seu apartamento, onde eles fumaram maconha e tentaram ter relações sexuais, mas, como Wilson mais tarde afirmou para seu advogado, ele tinha disfunção erétil.
Ela teria insultado sua masculinidade e exigiu que ele deixasse seu apartamento; começaram a discutir. Depois de uma luta, Wilson pegou uma faca e, de acordo com sua declaração na polícia, Quinn teria dito: "Mate-me! mate-me! por favor!" Ele a esfaqueou 18 vezes no pescoço e no abdômen e, então, descobriu que durante o ato ele tinha conseguido uma ereção, e começou fazer necrofilia e estuprar o corpo.
Depois de inserir uma vela em sua vagina e quebrando um busto de Quinn contra sua cabeça, cobriu-a com um roupão de banho e saiu do apartamento. Antes de sair, ele limpou as impressões digitais na arma do crime e qualquer outra superfície que ele poderia ter tocado, de fazendo de forma eficaz a desinfecção do local do crime. Mais tarde naquela noite, Wilson confessou o crime à Geary Guest, que (pensando que Wilson estava inventando tudo isso só para ter uma passagem de avião para casa) deu-lhe dinheiro suficiente para deixar a cidade. Wilson voou primeiro para Miami para pegar sua ex-mulher. Mais tarde, eles voaram para Indiana.
O corpo só foi descoberto na manhã de 3 de janeiro, quando os empregados da escola, alarmados que ela não tinha aparecido para trabalhar em dois dias, enviaram um professor ao seu apartamento. O sindico do edifício, Amedio Gizzi, deixou o professor entrar no apartamento, onde encontraram o corpo de Quinn, que mais tarde foi identificado no necrotério por seu irmão de 25 anos de idade, John.

## Funeral
Uma cerimônia para Roseann Quinn foi realizada no Bermingham Funeral Home na 249 S. Main Street, Wharton (New Jersey). Seu funeral foi realizado na Igreja St. Mary, em Wharton, apenas uma milha de distância da casa de sua família em Minas Hill, em 6 de janeiro de 1973. A missa fúnebre foi conduzida pelo primo de Quinn, o Rev. John Waldron da igreja de  Santa Teresa de Ávila no Brooklyn. Ela foi enterrada no Cemitério de Santa Maria, a um quarto de uma milha da igreja.

## Investigação
Nos dias anteriores às provas de DNA, havia pouco para conectar Quinn e seu assassino. Ninguém na Tweeds sabia a identidade do homem que ela saiu ou como ele era, sendo que a cena do crime estava efetivamente higienizada. Desesperado para resolver um caso que tinha sido as primeiras páginas de jornais por dias, o New York City Police Department (NYPD) divulgou um esboço da polícia que foi divulgado em vários jornais de Nova York no domingo, 7 de janeiro de 1973. O esboço não era do assassino, mas de Geary Guest.
Guest ainda não tinha certeza que Wilson tinha realmente cometido o assassinato, até que viu seu nome no artigo de jornal. Temendo que ele pudesse ser acusado de cumplicidade, Guest primeiro chamou seus amigos Fred Ebb e Gary Greenwood, assistente pessoal de Ebb. Guest disse à Ebb e Greenwood que ele não podia dizer-lhes sobre o que tinha acontecido no telefone, mas que era  a pior coisa que alguém poderia estar envolvido. Ele então afirmou que ele estava vindo para a Califórnia e desligou. Ele chegou na casa de Ebb em Bel-Air, Los Angeles, no dia seguinte; lá, ele disse à Ebb e Greenwood sobre Wilson e o assassinato. 
Guest afirmou que havia saído com Wilson e tinha ido embora cedo porque tinha que ir trabalhar de manhã. Ele disse que quando acordou, Wilson não havia retornado ao apartamento, e Guest teria ficado preocupado. Wilson confessou o assassinato para ele e depois deu-lhe dinheiro.
Ebb chamou o terapeuta de Guest, Hadassah, em Nova York; ela disse que entraria em contato com um advogado e entraria em contato o mais rápido possível. Pouco tempo depois, ela e o advogado contactaram de volta, e o advogado aconselhou Ebb a colocar Guest no primeiro avião de volta para New York City. Ele também aconselhou Ebb e Greenwood a não dizer uma palavra sobre o que Guest lhes havia dito. Em meados de março, Ebb e Greenwood voaram para a cidade de Nova York. Levaram mais de duas semanas para convencer Guest a falar com a polícia, pois ele estava preocupado de que sua informação poderia enviar seu amigo Wilson para prisão perpétua ou corredor da morte. Advogado de Guest contatou a polícia e conseguiu para ele uma imunidade de acusação  em troca de paradeiro de Wilson.
Os detetives do NYPD Patrick Toomey e John Lafferty do Esquadrão Fourth District de homicídios de Nova York voaram para Indiana, onde, acompanhados pelo sargento H. Greg Byrne do Departamento de Polícia Metropolitana de Indianapolis, prenderam Wilson na casa de sua mãe em Indianápolis. "Ele não ofereceu nenhuma resistência, e agiu como se estivesse esperando prisão", disseram fontes policiais. Wilson foi trazido de volta à Nova York e encarcerado no The Tombs.
Wilson tinha 23 anos na época da prisão.. Ele era divorciado e pai de dois filhos.Possuia diversas passagens pela polícia, em sua maioria por vandalismo. Em julho de 1972 ele fugiu da cadeia em Miami e foi trabalhar como ambulante em Nova Iork, até conhecer Guest e ir morar com ele em seu apartamento
Depois de passar algumas semanas no The Tombs, Wilson foi enviado ao Bellevue Hospital Center em 19 de abril para ser testado se possuía danos cerebrais, pois seu advogado pretendia reivindicar insanidade mental. Wilson ficou em Bellevue por várias semanas, mas os exames nunca foram administrados, e ele acabou por ser devolvido ao The Tombs. Embora tivesse sido diagnosticado como suicida, as celas para suicidas estavam cheias, e Wilson foi colocado em uma cela comum no quarto andar.
Em maio, Wilson entrou em uma discussão com um guarda da prisão e ameaçou se matar. O guarda zombou dele perguntando se ele queria uma camiseta para se enforcar e depois jogou lençóis em sua cela. Wilson usou esses tecidos para pendurar-se em 5 de maio de 1973. Que medidas, se houve, contra o guarda tomadas hoje são desconhecidas.
Uma investigação foi realizada sobre as circunstâncias da morte de Wilson, mas nenhuma acusação foi realizada. Guest sentiu  culpa pelo suicídio de Wilson, e acabou surtando. Dez dias depois, Ebb e Greenwood receberam um telefonema de uma instituição mental perto de fora Phoenix, Arizona. Guest tinha voado para Phoenix e identificado-se como um John Doe. Pouco depois Guest retornou à New York City, o promotor teria dito a ele que se o caso fosse à julgamento e Wilson não fosse condenado, acusações de homicídio teriam sido interpostas contra Guest.